# Aedes insolitus
Aedes insolitus är en tvåvingeart som först beskrevs av Daniel William Coquillett 1906.  Aedes insolitus ingår i släktet Aedes och familjen stickmyggor. Inga underarter finns listade i Catalogue of Life.